# 1878年柏林會議

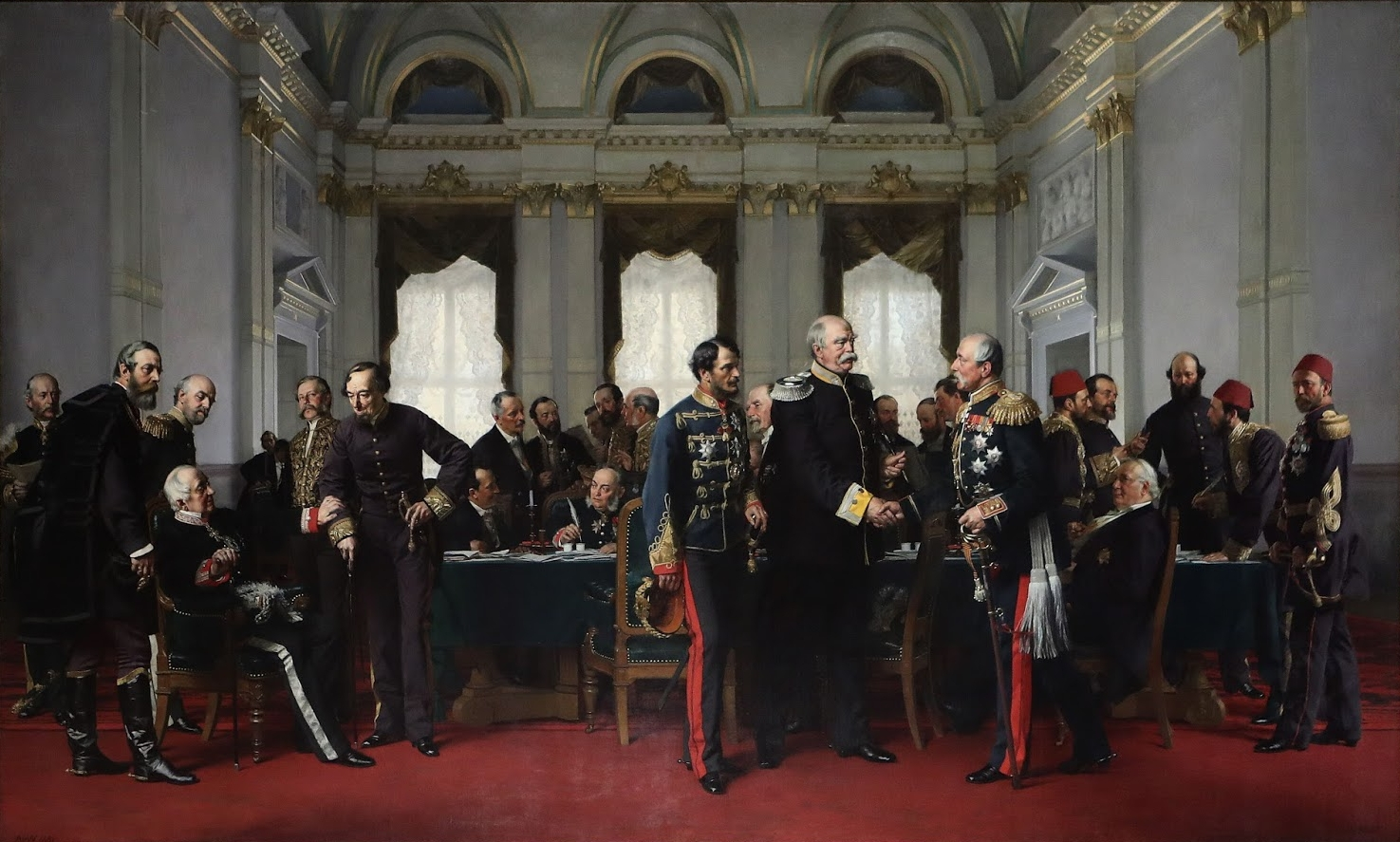
1878年7月13日，在德国总理府举行的最后一次会议

柏林会议（德語：Berliner Kongress）是指1878年6月13日-1878年7月13日在德意志帝國柏林举行的会议。与会国包括当时欧洲强国（俄罗斯帝國、英国、法蘭西第三共和國、奥匈帝国、意大利王國和德意志帝國）、巴尔干半岛各国（希腊王国、塞尔维亚公国、罗马尼亚联合公国和黑山公国）和奥斯曼帝国。这次会议旨在确定俄土战争后巴尔干半岛各国的领土。最终，会议以柏林条约的签订而结束。

## 背景
1875年，波斯尼亞爆發反鄂圖曼帝國動亂，不久蔓延至鄰近的保加利亞，鄂圖曼帝國軍隊在保加利亞進行殘酷的鎮壓，令俄羅斯帝國以保護保加利亞人為由，於1877年向鄂圖曼帝國宣戰。土耳其戰敗求和，與俄羅斯帝國簽訂《圣斯特凡诺条约》。條約訂明被鄂圖曼帝国统治數世紀的保加利亚獲得獨立，但新獨立的保加利亞版圖之大，令英國、奧匈帝國以及其他巴爾幹民族不滿，各國恐怕新獨立的保加利亞會成為俄羅斯帝國的傀儡，令俄羅斯帝國大大增加在巴爾幹半島及東地中海地區的影響力，於是巴爾幹地區在簽訂《圣斯特凡诺条约》後，變得異常緊張。
德意志帝國宰相俾斯麦以德意志帝國在巴爾幹地區沒有直接利益為由，願意當上調解人，在德意志帝國首都柏林召開討論巴爾幹問題的國際會議，邀请各国出席，以平衡英国、俄罗斯帝國与奥匈帝国的利益。

## 柏林条约的条约内容
- 保加利亞分為三部分：保加利亞（獲得自治權）、東魯米利亞（仍屬鄂圖曼帝國擁有，但有自治權）及馬其頓（歸還鄂圖曼帝國）
- 俄羅斯仍持有比薩拉比亞
- 英國獲得地中海東部的塞浦路斯
- 承認塞爾維亞、羅馬尼亞及蒙特內哥羅的獨立
- 波斯尼亞和黑塞哥維那的主權名義上仍歸鄂圖曼帝國，但行政管轄權則歸奧匈帝國